# Culverstone Green
Culverstone Green är en ort i grevskapet Kent i sydöstra England. Orten ligger i distriktet Gravesham och civil parishen Meopham, cirka 11,5 kilometer söder om Gravesend. Tätorten (built-up area) hade 2 040 invånare vid folkräkningen år 2021.